# Hypertelorismus vom Typ Teebi
Der Hypertelorismus vom Typ Teebi ist eine sehr seltene angeborene Form der Kranio-fronto-nasalen Dysplasie (CFNS), jedoch ohne Kraniosynostose und ohne Nagelveränderungen.
Synonyme sind: Dysplasie, brachy-zephalo-fronto-nasale; Dysplasie, kranio-fronto-nasale, Typ Teebi; Teebi-Hypertelorismus-Syndrom; Teebi-Syndrom.
Die Bezeichnung bezieht sich auf den Autor der Erstbeschreibung aus dem Jahre 1987 durch den Humangenetiker Ahmad S. Teebi aus Kuweit.

## Verbreitung
Die Häufigkeit wird mit unter 1 zu 1.000.000 angegeben, die Vererbung erfolgt autosomal-dominant, die Ursache ist bislang nicht bekannt.

## Ursache
Je nach zugrunde liegender Mutation können folgende Typen unterschieden werden:
- Typ 1 mit Mutationen im SPECC1L-Gen auf Chromosom 22 Genort q11.23[4][5]
- Typ 2 mit Mutationen im CDH11-Gen auf Chromosom 16 an q21[6]

Mutationen in diesem Gen finden sich auch beim Branchio-skeleto-genitalen Syndrom.

## Klinische Erscheinungen
Klinische Kriterien sind:
- Hypertelorismus, prominente Stirn, breite Augenbrauen, weite Lidspalten, Ptosis, kurze Nase, breiter Nasenrücken, tief ansetzende Ohrmuscheln, dünne Oberlippe
- Klinodaktylie des Kleinfingers, eventuell mit Radialabweichung, Sichelfuß
- Kryptorchismus
- Omphalozele
- Herzfehler

Ferner wurde eine Reihe weiterer Auffälligkeiten beschrieben wie Trichterbrust, Nierenfehllage, Lippen-Kiefer-Gaumenspalte, abnorme Schulterblätter.

## Differentialdiagnose
Neben der Kranio-fronto-nasalen Dysplasie sind das Aarskog-Syndrom und das Hypertelorismus-Hypospadie-Syndrom abzugrenzen.